# ニシエヒガシエ
『ニシエヒガシエ』は、日本のバンド・Mr.Childrenによる14枚目のシングル。1998年2月11日にトイズファクトリーより発売された。

## 概要
前作から約1年ぶりに発売されたシングル。リリース当時は活動を休止しており、休止中に発売された唯一のシングルとなった。アートディレクターは信藤三雄。日本語としては「ニシヘヒガシヘ」となるはずだが、本項の記載が正しい。インターネット検索では間違えても自動修正される傾向にあるが、カラオケ機器やデータベース等では「ニシエヒガシエ」でないと検索されないケースが多い。

## チャート成績
オリコンチャートで初登場1位を獲得。初週36.1万枚、累計売上は66.4万枚。

## 収録曲
| 全作詞・作曲: 桜井和寿。 |                               |           |            |                        |                                                                           |      |
| #                        | タイトル                      | 作詞      | 作曲・編曲 | 編曲                   | リミックス                                                                | 時間 |
| 1.                       | 「ニシエヒガシエ」            | 桜井和寿  | 桜井和寿   | 小林武史 & Mr.Children |                                                                           | 4:59 |
| 2.                       | 「ニシエヒガシエ EAST Remix」 | 桜井和寿  | 桜井和寿   |                        | 小林武史 & 藤井丈司                                                       | 5:53 |
| 3.                       | 「ニシエヒガシエ WEST Remix」 | 桜井和寿  | 桜井和寿   |                        | James Lavelle & Masayuki Kudo (U.N.K.L.E. & Major Force West Productions) | 6:49 |
| 合計時間:                | 合計時間:                     | 合計時間: | 合計時間:  | 17:41                  |                                                                           |      |

## 楽曲解説
1. ニシエヒガシエ
  - フジテレビ系ドラマ『きらきらひかる』主題歌[1][注 1]。
  - ライブツアー『Mr.Children TOUR "REGRESS OR PROGRESS" '96～'97 FINAL』の後半、二進も三進も行かない状態で作られた曲という[2]。
  - 桜井和寿がProtoolsを駆使して作った曲で[1]、リズム隊以外は全てマンションで制作されたものだという[3]。サンプリングも多用されており、イントロの付点8分で聴こえるクラップとは別で鳴っているパーカッション風の音色は、桜井が自らの頬を叩いている音[1]。桜井は「なるべくいい響きが出るようにと、マンションの中で残響がものすごくあるところを探して、マイクをセッティングして録りました」と語っている[3]。
  - イントロのシーケンスフレーズはローランド JP-8000で作られたもの[3]。
  - ミュージック・ビデオは、ビートルズとグラムロックのパロディバンドが音楽番組で演奏する映像が使われており、ミュージック・ビデオでボーカルを担当しているのはいずれもブライアン・バートンルイス。また活動休止中であったものの、少年役として桜井が登場している[注 2]。監督は映像作家の北岡一哉[4]。2018年3月21日発売の『Mr.Children DOME & STADIUM TOUR 2017 Thanksgiving 25』に収録されている。
2. ニシエヒガシエ EAST Remix
  - ドラマ内でも使用されたリミックスバージョン。
  - 2007年5月10日発売の14thアルバム『B-SIDE』のDisc 1にシークレット・トラックとして収録された。
3. ニシエヒガシエ WEST Remix
  - イントロから30秒辺りまでは原曲と同じトラックを少々濁した状態で流されているが、以後の展開は全くの別物である。
  - 歌詞は存在しないが、アウトロには本作を完結させるメッセージが吹き込まれている。
  - 「EAST Remix」と同じく『B-SIDE』のシークレット・トラックとしてDisc 2に収録された。

## テレビ出演
活動休止中に発表された曲のためテレビで演奏される機会は無かったものの、発売から約14年後の2012年5月4日放送の『僕らの音楽』でテレビ初披露となった。
| 番組名     | 日付         | 放送局     | 演奏曲                              |
| ---------- | ------------ | ---------- | ----------------------------------- |
| 僕らの音楽 | 2012年5月4日 | フジテレビ | ニシエヒガシエ 365日 End of the day |

## ライブ映像作品
ニシエヒガシエ
| 作品名                                                       |
| ------------------------------------------------------------ |
| Mr.Children TOUR '99 DISCOVERY                               |
| Mr.Children Concert Tour Q 2000-2001                         |
| Mr.Children CONCERT TOUR POPSAURUS 2001                      |
| wonederful world on DEC 21                                   |
| Mr.Children Tour 2004 シフクノオト                           |
| MR.CHILDREN DOME TOUR 2005 "I ♥ U" 〜FINAL IN TOKYO DOME〜   |
| Mr.Children DOME TOUR 2009 SUPERMARKET FANTASY IN TOKYO DOME |
| Mr.Children / Split The Difference                           |
| Mr.Children STADIUM TOUR 2011 SENSE -in the field-           |
| MR.CHILDREN TOUR POPSAURUS 2012                              |
| Mr.Children Stadium Tour 2015 未完                           |
| Mr.Children DOME & STADIUM TOUR 2017 Thanksgiving 25         |
| Mr.Children 30th Anniversary Tour 半世紀へのエントランス     |

## 収録アルバム
- 『DISCOVERY』 (#1)
- 『1/42』 (Liveバージョン)
- 『Mr.Children 1996-2000』 (#1)
- 『Mr.Children 1992-2002 Thanksgiving 25』 (#1)
- 『Mr.Children 2011-2015』 (#1)(Liveバージョン)
- 『B-SIDE』 (#2、#3) ※シークレットトラックとして収録